# Б'юна-Віста (округ Ричленд, Вісконсин)
Б'юна-Віста (англ. Buena Vista) — місто (англ. town) в США, в окрузі Ричленд штату Вісконсин. Населення — 1807 осіб (2020).

## Демографія
Згідно з переписом 2010 року, у місті мешкало 1869 осіб у 707 домогосподарствах у складі 517 родин. Було 785 помешкань
Расовий склад населення:
| - 97,1 % — білих - 0,5 % — корінних американців - 0,4 % — азіатів - 0,3 % — чорних або афроамериканців |

До двох чи більше рас належало 0,9 %. Частка іспаномовних становила 2,6 % від усіх жителів.
За віковим діапазоном населення розподілялося таким чином: 25,9 % — особи молодші 18 років, 61,6 % — особи у віці 18—64 років, 12,5 % — особи у віці 65 років та старші. Медіана віку мешканця становила 38,4 року. На 100 осіб жіночої статі у місті припадало 109,8 чоловіків;  на 100 жінок у віці від 18 років та старших — 108,0 чоловіків також старших 18 років.
Середній дохід на одне домашнє господарство  становив 63 140 доларів США (медіана — 49 219), а середній дохід на одну сім'ю — 75 639 доларів (медіана — 59 493). Медіана доходів становила 41 023 долари для чоловіків та 40 139 доларів для жінок. За межею бідності перебувало 11,7 % осіб, у тому числі 19,6 % дітей у віці до 18 років та 5,6 % осіб у віці 65 років та старших.
Цивільне працевлаштоване населення становило 958 осіб. Основні галузі зайнятості: освіта, охорона здоров'я та соціальна допомога — 21,9 %, виробництво — 21,5 %, роздрібна торгівля — 18,0 %.